# Пьюаллуп
Пьюа́ллуп (англ. Puyallup) — город в округе Пирс американского штата Вашингтон.

## География
Географические координаты — 47° 10' 33" северной широты, 122° 17' 37" западной долготы. Площадь города составляет 36,36 км², из которых 36,08 км² составляет площадь суши и 0,28 км² приходится на открытые водные пространства. Климат морской, зимы прохладные и влажные.

## Население
Согласно переписи 2010 года, население города составляло 37 022 человека (по оценке 2013 года — 38 609 человек). В городе насчитывалось 14950 домохозяйства и 9528 семей. Плотность населения составляла 1026,1 чел./кв.км. Имелось 16171 единиц жилья (448,2 на 1 км²). Расовый состав города: белые — 84,4 %, афроамериканцы — 2,1 %, коренные американцы — 1,4 %, азиаты — 3,8 %, уроженцы Гавайев и тихоокеанских островов — 0,7 %, представители других рас — 2,1 %, представители двух и более рас — 5,5 %, латиноамериканцы (любой расы) — 6,9 %.
32,8 % домохозяйства имели детей в возрасте до 18 лет, проживающих в них, 45,8 % семей были супружескими парами, живущими вместе, 12,8 % семей представляли собой женщину с детьми без мужа, 5,1 % семей — мужчину с детьми без жены, 36,3 % населения не имели семьи. 28,5 % всех домохозяйств состояли из отдельных лиц и 10,7 % имели хотя бы одного одинокого человека в возрасте 65 лет и старше. Средний возраст жителей города, согласно переписи, составлял 36,8 года. 23,6 % жителей были в возрасте до 18 лет; 10,2 % — от 18 до 24 лет; 27 % — от 25 до 44; 26,8 % — 45 до 64; 12,4 % — в возрасте 65 лет и старше. Гендерный состав города: 48 % мужчин и 52 % женщин.

## История
Долина Пьюаллуп изначально была заселена народом Пьюаллуп, который самоназывался spuyaləpabš, что означает «щедрое и приветливое отношение ко всем людям (друзьям и незнакомцам), которые вступают на наши земли». Первые белые поселенцы в этом регионе были частью первого каравана, пересёкшего Каскадные горы через перевал Начес в 1853 году.
В 1830-х и 1840-х годах коренные американцы насчитывали около 2 000 человек на территории нынешней долины Пьюаллуп. Первые европейские поселенцы прибыли в 1850-х годах. Сам город был основан и назван в 1877 году американским первопроходцем Эзрой Микером, переселившимся сюда в 1859 году; он же назвал город Пьюаллуп по имени местного коренного народа. В течение 1880-х годов население города быстро росло, в 1890 году он был инкорпорирован, а Эзра стал первым его мэром. Во время Второй мировой войны около города находился крупный лагерь для интернированных японцев-граждан США.

## Экономика и культура
В городе расположены форелевое хозяйство, сельскохозяйственная опытная ферма, несколько предприятий деревообрабатывающей и пищевой промышленности. Город известен по проводимому в нём ежегодно весной фестивалю нарциссов.